# Mesoleius parumpictus
Mesoleius parumpictus är en stekelart som beskrevs av Per Abraham Roman 1909. Mesoleius parumpictus ingår i släktet Mesoleius, och familjen brokparasitsteklar. Arten är reproducerande i Sverige.